# Liga Polonesa de Basquetebol (segunda divisão)
A I Liga (em português:  Primeira Liga), oficialmente conhecida como Bank Pekao S.A. I Liga por razão de contratos de patrocinadores, é a segunda liga em importâncias dentro do sistema de ligas na Polônia. É organizada pela Federação Polonesa de Basquetebol (em polonês/polaco:  (Polski Związek Koszykówki (PZKosz)).

## Lista de campeões recentes
| Temporada | Campeão                            | Série      | Finalista                             |
| --------- | ---------------------------------- | ---------- | ------------------------------------- |
| 2005-06   | Znicz Jarosław                     | [ nota 1 ] | Viking Gdynia                         |
| 2006-07   | MTS Basket Kwidzyn                 | 2 - 0      | Victoria Górnik Wałbrzych             |
| 2007-08   | Znicz Jarosław                     | 2 - 0      | Sportino Inowrocław                   |
| 2008-09   | Polonia 2011 Warszawa              | [ nota 2 ] | Stal Stalowa Wola                     |
| 2009-10   | Siarka Jezioro Tarnobrzeg          | 2 - 0      | Zastal Zielona Góra                   |
| 2010-11   | AZS Politechnika Warszawska        | 2 - 0      | ŁKS Łódź                              |
| 2011-12   | Start Gdynia                       | 3 - 1      | Rosa Radom                            |
| 2012-13   | WKS Ślask Wrocław                  | 3 - 1      | MOSIR Krosno                          |
| 2013-14   | Polfarmex Kutno                    | 3 - 0      | WKK Probiotics Wrocław                |
| 2014-15   | IB BM Slamstal Ostrów Wielkopolski | 3 - 1      | PTG Sokół Łańcut                      |
| 2015-16   | Miasto Szkla Krosno                | 3 - 2      | Légia Varsóvia                        |
| 2016-17   | Légia Varsóvia                     | 3 - 0      | GTK Gliwice                           |
| 2017-18   | Spójnia Stargard                   | 3 - 0      | Sokół Łańcut                          |
| 2018-19   | Enea Astoria Bydgoszcz             | 3 - 0      | Futurenet Ślask Wrocław               |
| 2019-20   | Górnik Trans.eu Wałbrzych          | [ nota 3 ] | STK Czarni Słupsk                     |
| 2020-21   | Grupa Sierleccy-Czarni Słupsk      | 3 - 2      | Górnik Trans.eu Wałbrzych             |
| 2021-22   | Rawlplug Sokół Łańcut              | 3 - 1      | Górnik Trans.eu Wałbrzych             |
| 2022-23   | Dziki Warszawa                     | 3 - 0      | Górnik Trans.eu Zamek Książ Wałbrzych |
| 2023-24   | Górnik Zamek Książ Wałbrzych       | 3 - 1      | Astoria Bydgoszcz                     |
| 2024-25   | Miasto Szkla Krosno                | 3 - 2      | Astoria Bydgoszcz                     |

Fonte: 1lm.pzkosz.pl e eurobasket.com